# Victor Van Nueten
Petrus Victor Van Nueten (Merksplas, 6 december 1852 – aldaar,  30 april 1918) was een Belgisch politicus.

## Levensloop
Van Nueten werd geboren te Merksplas in een molenaarsfamilie met vijf kinderen die woonachtig was in de windmolen 'Arbeid Adelt' aan de Molenzijde. 
In 1911 volgde hij Jan Leestmans op als burgemeester van Merksplas. Een functie die ook twee van zijn broers uitoefenden, met name Lodewijk te Meerle en Joseph te Zoersel. Van Nueten bleef burgemeester tot 1918. Hij werd opgevolgd door Louis Embrechts.